# Maria Vitória (Sängerin)
Maria Vitória da Costa Borges (Künstlername: Maria Vitória, Spitzname: MarVi; * 11. Februar 2001 in Dili, Osttimor) ist eine osttimoresische Popsängerin.

## Werdegang

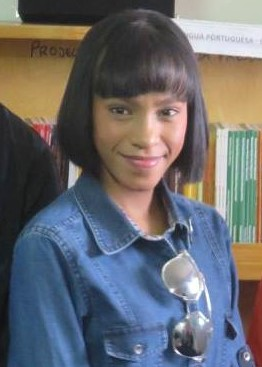
Maria Vitória (2017)

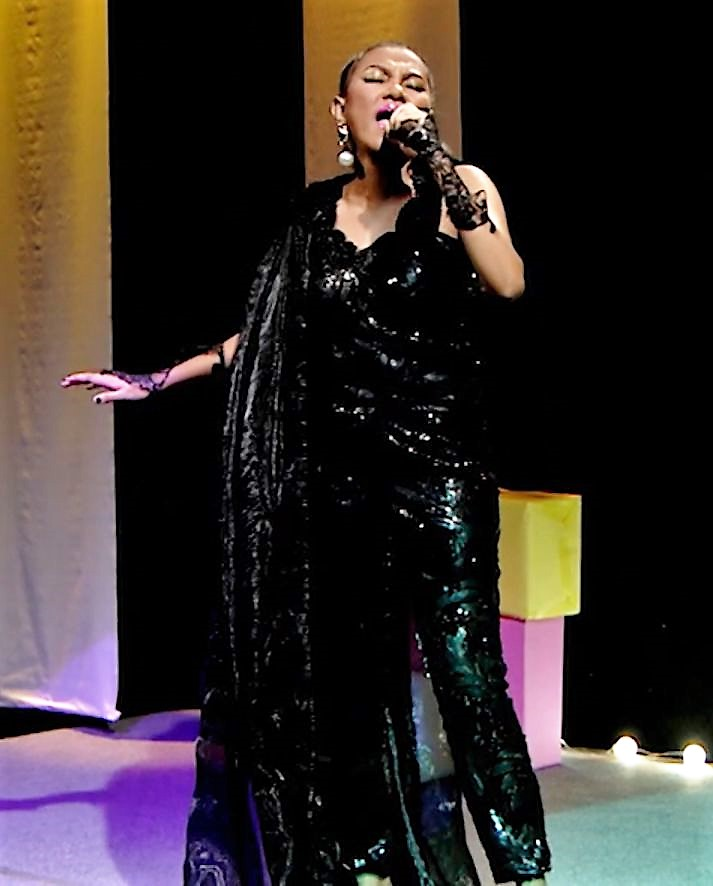
MarVi bei einem Fernsehauftritt bei GMN TV (2020)

Maria Vitórias Familie stammt aus Soibada und hat drei Brüder und eine Schwester. Der Vater ist bei der Kirche angestellt. Die Familie kam nach Dili, um Wasserspinat (Kanko) zu verkaufen, den sie selbst anpflanzten. Ab ihrem achten Lebensjahr verkaufte Maria Vitória den Spinat auf den Märkten von Taibesi und Maloa. Während der Unruhen in Osttimor 2006 musste die Familie aus ihrem Haus in Aitarac Laran fliehen und in einem Zelt in Motael Zuflucht suchen.
Ab 2007 besuchte Maria Vitória die Grundschule in Hudilaran. Wegen ihrem Aussehen und ihrer Armut war sie ihre gesamte zehnjährige Schulzeit das Opfer von Mobbing, auch nach dem Wechsel auf die Escola Cristal in Balide und die weiterführende Escola São Pedro in Comoro. Ab 2007 nahm Maria Vitória auch an Gesangswettbewerben teil. 2009 belegte sie dabei erstmals einen ersten Platz. Ein Großvater schenkte ihr zum Üben einen Kassettenrekorder mit Radio, der andere später einen kleinen Fernseher mit DVD-Player. Als die ältere Schwester auf die Universität kam, durfte Maria Vitória ihren Laptop benutzen. Die aufgenommenen Lieder wurden auf dem Computer gespeichert, denn Maria Vitória kannte noch nicht einmal YouTube oder Facebook. Durch ihre Schwester lernte sie auch Lieder verschiedener nationaler und ausländischer Sänger kennen, die Maria Vitória beeinflussten.
Nach einem zweiten Sieg beim Youth Super Star in Dili 2016 durfte Maria Vitória Osttimor bei der zweiten Staffel der indonesischen Gesangs-Castingshow D′Academy Asia (DAA2) vertreten. Bei dem Wettbewerb nahmen jeweils sechs Kandidaten aus sechs südostasiatischen Ländern teil. Das D steht für die Musikrichtung Dangdut. Diese indonesische Popmusik ist zwar in Osttimor sehr populär, nur gab es bisher dazu keine osttimoresischen Interpreten. Hinter drei Indonesiern erreichte Maria Vitória den vierten Platz.
Der Erfolg Maria Vitórias führte zu einer hohen Popularität in Osttimor. Bei ihrer Rückkehr nach Osttimor am 5. Januar 2017 wurde Maria Vitória in einem Autokonvoi gefeiert. 12.000 Menschen empfingen sie. Die stellvertretende Bildungsminister Dulce Soares sagte ihr im Namen der Regierung Osttimors Unterstützung bei ihrer Weiterbildung zu, wenn sie das wünsche. Für die bisherige Hilfe dankte Maria Vitória in ihrer Rede Staatspräsident Taur Matan Ruak und dem ehemaligen Premierminister Xanana Gusmão. Der Abgeordnete Francisco Miranda Branco nannte Maria Vitória eine osttimoresische Botschafterin des Dangdut. Auch „Perle Osttimors“ wurde sie genannt. Das Gesundheitsministerium unterstützte Maria Vitórias Mutter für eine Behandlung ihres Brustkrebses in einem indonesischen Krankenhaus. Sie starb aber 2020 am Krebs.
2018 nahm Maria Vitória an der sechsten Staffel von The Voice Portugal teil, obwohl der Wettbewerb auf Portugiesisch ausgetragen wurde, das Maria Vitória zwar von der Schule her kannte, aber nicht vollständig beherrschte. Später sagte sie, es wäre „außerhalb ihrer Komfortzone“ gewesen. Mit ihrer Mentorin Marisa Liz wurde Maria Vitória eine der Top-5-Finalisten. Bei einer Folge war Xanana Gusmão zur Unterstützung als Zuschauer zu Gast. Am 30. Dezember gewann Maria Vitória das Finale von The Voice Portugal. Seitdem hat sie zahlreiche Auftritte im In- und Ausland absolviert und ist auch als Werbeträgerin gefragt.
Von 2019 bis 2021 war Maria Vitória die erste UNICEF-Botschafterin (UNICEF Youth Advocate) aus Osttimor. Sie adoptierte auch zwei Kinder, die zusammen mit Maria Vitória, ihren Vater und Geschwistern in einem Haus leben.
Am 11. Februar 2022 veröffentlichte Maria Vitória mit Iluzaun (deutsch Illusion) ihre erste eigene Single als Solokünstlerin. Das Lied wurde von einer ihrer Managerinnen geschrieben.
2023 studierte sie Englisch am Instituto Superior Cristal (ISC).
2025 brachte Maria Vitória ihr Album Liurai Feto  (deutsch Königin) heraus. Fotos, die auf dem Album abgebildet sind, zeigen die Sängerin in einen traditionellen Tais gekleidet. Unüblich ist, dass Maria Vitória dabei Bein zeigt, was in den sozialen Netzwerken zu heftiger Kritik führte, unter anderem von Aurélio Guterres. Sie würde die timoresische Kultur zerstören, andere beschimpften Maria Vitória als Prostituierte. Es gab aber auch positive Stimmen, die die Bilder einen kreativen Einsatz von Tais als Mittel zur Kulturförderung bezeichneten. Der Anthropologe Josh Trindade erklärte, die Sängerin hätte nichts anstössiges getan. „Sie drückt sich selbst durch ihre Kreation aus. Es ist nicht pornografisch. Es ist ein persönlicher Ausdruck und ein Recht, die eigene Identität zu behaupten. Niemand hat das Recht, dem Grenzen zu setzen“. Auch Bella Galhos und Virgílio da Silva Guterres ergriffen für Maria Vitória Partei.